# Deutsche Angestellten-Gewerkschaft
Deutsche Angestellten-Gewerkschaft (skrót DAG; pol. Niemiecki Związek Zawodowy Pracowników Umysłowych) – niemiecki związek zawodowy; nieistniejący. Był związkiem samodzielnym – niezrzeszonym w żadnej organizacji nadrzędnej i miał siedzibę w Hamburgu. DAG powstał w roku 1949 w Stuttgarcie w wyniku połączenia pięciu zrzeszeń pracowników umysłowych z trzech zachodnich stref okupacyjnych. Okresowo zrzeszał ponad 500.000 członków. 
W 2001 roku DAG zjednoczył się z czterema innymi związkami i w ten sposób powstał związek ver.di.

## Przewodniczący (członkowie zarządu) DAG
- 1949–1959: Fritz Rettig (Arthur Queißer, Carl Ruge, Heinz Christmann,...)
- 1959–1960: Georg Schneider
- 1960–1967: Rolf Spaethen (Hans Katzbach, Günter Apel, Herta Meyer-Riekenberg,...)
- 1967–1987: Hermann Brandt (Walter Quartier, Gerda Hesse, Herbert Nierhaus,...)
- 1987–2001: Roland Issen (Karl Kaula, Lutz Freitag, Ursula Konitzer, Gerd Herzberg...)

## Literatura
- Gerhard Halberstadt, "Die Angestellten und ihre Gewerkschaft: Stationen einer bewegten Geschichte" (1991)